# Shadow Ops: Red Mercury
Shadow Ops: Red Mercury est un jeu vidéo de tir à la première personne développé par Zombie Studios et édité par Atari Inc..

## Système de jeu
Dans ce jeu de tir à la première personne, le joueur incarne Frank Hayden, un soldat des forces spéciales luttant contre des terroristes. La campagne solo intègre 20 niveaux et le mode multijoueur 14 cartes.

## Accueil
- IGN : 7/10 (PC)[2]
- Jeuxvideo.com : 9/20 (XB)[3] -  10/20 (PC)[4]